# Зайцева, Антонина Тимофеевна
Антонина Тимофеевна Зайцева — молдавский советский хозяйственный, государственный и политический деятель, Герой Социалистического Труда.

## Биография
Родилась в 1928 году в селе Алтыновка. Член КПСС с 1953 года.
С 1949 года — на хозяйственной, общественной и политической работе. В 1949—1983 гг. — бригадир специализированной виноградарской бригады совхоза «Чалык», затем Светловского совхоза-техникума механизации сельского хозяйства Чадыр-Лунгского района Молдавской ССР.
Указом Президиума Верховного Совета СССР от 30 апреля 1966 года присвоено звание Героя Социалистического Труда с вручением ордена Ленина и золотой медали «Серп и Молот».
Умерла после 1982 года.